# Helen Doron
Helen Doron é uma linguista e educadora Britânica, mais conhecida pela sua metodologia de ensino de Inglês a crianças a partir dos 3 meses até à adolescência. O seu método de ensino é utilizado actualmente em escolas públicas e privadas de todo o mundo.

## Biografia
De nacionalidade Britânica, Helen Doron estudou linguística e língua francesa na Universidade de Reading, Reino Unido, e leccionou na Universidade de Poitiers, em França, antes de concluir o seu mestrado em Linguística. Helen Doron começou a ensinar Inglês como segunda língua ESL, a fim de partilhar as suas próprias percepções sobre como as crianças aprendem naturalmente um novo idioma - não através da leitura e escrita, mas primeiro através da compreensão e expressão oral. Poucos anos depois, desenvolveu a sua própria metodologia, conhecida como o método Helen Doron.
Helen Doron foi pioneira com a sua exclusiva metodologia de aprendizagem da linguagem em 1985, baseada na forma “Natural" das crianças em aprender a sua língua materna - através da audição repetida e reforço positivo. Em 1990, foi inaugurado o primeiro centro de ensino e actualmente o Helen Doron Educational Franchise Group é uma marca internacional respeitada que ensina Inglês a crianças de quatro continentes. O método é leccionado em pequenos grupos à tarde, nos centros, e também de forma sistemática nas escolas. Vários artigos foram escritos sobre o método e os níveis de satisfação dos pais e professores.,

## Ligações Externas
- Oficial (em inglês)
- Site Oficial (em português)